# Tuyến Bình Đông
Tuyến Bình Đông (tiếng Trung: 屏東線; bính âm: Píngdōng Xiàn; Bạch thoại tự: Pîn-tong Soàⁿ) à một tuyến của Tuyến Bờ Tây Cục Đường sắt Đài Loan ở Đài Loan. Nó dài 61,3 km, trong đó 36,1 km là đường đôi.

## Lịch sử
Tuyến được hoàn thành vào năm 1941. Nó được điện khí hóa (25 kV) với hai đường ray từ Cao Hùng đến Triều Châu. Hầu hết các chuyến tàu bắt đầu hoặc kết thúc từ Tân Tả Doanh, Bình Đông hoặc Triều Châu. Một số chuyến tàu tiếp tục đến Phương Liêu để chấm dứt hoặc đi xa hơn trên Tuyến phía Nam.

## Ga
| Tên ga                         | Tiếng Trung | Tiếng Đài Loan | Tiếng Khách Gia | Chuyển đổi                                                     | Vị trí      | Vị trí          |
| ------------------------------ | ----------- | -------------- | --------------- | -------------------------------------------------------------- | ----------- | --------------- |
| Cao Hùng                       | 高雄        | Ko-hiông       | Kô-hiùng        | → Tuyến Bờ Tây · Hệ thống giao thông nhanh Cao Hùng R Cao Hùng | Tam Dân     | Cao Hùng        |
| Dân Tộc                        | 民族        | Bîn-cho̍k       | Mìn-chhu̍k       |                                                                | Tam Dân     | Cao Hùng        |
| Bảo tàng khoa học và công nghệ | 科工館      | Kho-kang-koán  | Khô-kûng-kón    |                                                                | Tam Dân     | Cao Hùng        |
| Chính Nghĩa                    | 正義        | Chèng-gī       | Chang-ngi       |                                                                | Tam Dân     | Cao Hùng        |
| Phượng Sơn                     | 鳳山        | Hōng-soaⁿ      | Fung-sân        |                                                                | Phượng Sơn  | Cao Hùng        |
| Hậu Trang                      | 後庄        | Āu-chng        | Heu-chông       |                                                                | Đại Liêu    | Cao Hùng        |
| Cửu Khúc Đường                 | 九曲堂      | Kiú-khiok-tông | Kiú-khiuk-thòng |                                                                | Đại Thụ     | Cao Hùng        |
| Lục Khối Thố                   | 六塊厝      | La̍k-tè-chhù    | Liuk-khoài-chhṳ̀ |                                                                | Bình Đông   | Huyện Bình Đông |
| Bình Đông                      | 屏東        | Pîn-tong       | Phìn-tûng       |                                                                | Bình Đông   | Huyện Bình Đông |
| Quy Lại                        | 歸來        | Kui-lâi        | Kûi-lòi         |                                                                | Bình Đông   | Huyện Bình Đông |
| Lân Lạc                        | 麟洛        | Lîn-lo̍k        | Lìm-lo̍k         |                                                                | Lân Lạc     | Huyện Bình Đông |
| Tây Thế                        | 西勢        | Sai-sì         | Sî-sṳ           |                                                                | Trúc Điền   | Huyện Bình Đông |
| Trúc Điền                      | 竹田        | Tek-chhân      | Chuk-thièn      |                                                                | Trúc Điền   | Huyện Bình Đông |
| Triều Châu                     | 潮州        | Tiô-chiu       | Chheù-chû       |                                                                | Triều Châu  | Huyện Bình Đông |
| Khám Đính                      | 崁頂        | Khàm-téng      | Kham-táng       |                                                                | Khám Đính   | Huyện Bình Đông |
| Nam Châu                       | 南州        | Lâm-chiu       | Nàm-chû         |                                                                | Nam Châu    | Huyện Bình Đông |
| Trấn An                        | 鎮安        | Tìn-an         | Chṳ́n-ôn         |                                                                | Lâm Biên    | Huyện Bình Đông |
| Lâm Biên                       | 林邊        | Nâ-piⁿ         | Lìm-piên        |                                                                | Lâm Biên    | Huyện Bình Đông |
| Giai Đông                      | 佳冬        | Ka-tang        | Kâ-tûng         |                                                                | Giai Đông   | Huyện Bình Đông |
| Đông Hải                       | 東海        | Tang-hái       | Tûng-hói        |                                                                | Phương Liêu | Huyện Bình Đông |
| Phương Liêu                    | 枋寮        | Pang-liâu      | Piông-liàu      | → Tuyến liên kết Nam                                           | Phương Liêu | Huyện Bình Đông |